# C15H20
化学式C15H20（摩尔质量：200.32 g/mol）可能指：
- α-白菖考烯，CAS号：21391-99-1
- β-白菖考烯，CAS号：50277-34-4
- γ-白菖考烯，CAS号：24048-45-1
- α-脱氢-ar-雪松烯，CAS号：78204-62-3
- γ-脱氢-ar-雪松烯，CAS号：51766-65-5
- 4-庚基苯乙炔，CAS号：79887-12-0
- Laurene，CAS号：18452-41-0

|  | 这个同类索引页列出了具有相同分子式的化学物（即同分異構體）条目。 除非您是有意链接至本页，否则应将相应条目的内部链接指向正确的条目。 |